# Prästöns naturreservat
Prästön är ett naturreservat somomfattar ön med samma namn i Insjön i Leksands kommun i Dalarnas län.
Området är naturskyddat sedan 1954 och är 20 hektar stort. Reservatet består av lövskog.